# Ochyra coarctata
Ochyra coarctata is een keversoort uit de familie boktorren (Cerambycidae). De wetenschappelijke naam van de soort is voor het eerst geldig gepubliceerd in 1871 door Pascoe.